# 金主愛
金 主愛（キム・ジュエ、朝: 김주애、2013年〈主体102年〉 - ）は、朝鮮民主主義人民共和国（北朝鮮）の最高指導者金正恩の娘。2023年には朝鮮の新星、女将軍といった称号が付与されたとされている。

## 略歴
金主愛は、朝鮮労働党総書記金正恩とその妻である李雪主の間に生まれた。一般に2013年生まれと考えられている。李は2012年に北朝鮮メディアから著しく姿を消していたが、後に妊娠に原因があったと報じられた。金主愛の名は、北朝鮮国外にはその翌年、金正恩と個人的に近しい関係にあるデニス・ロッドマンによって北朝鮮訪問後の2023年9月に明らかにされた。ロッドマンが訪朝したのは2013年2月下旬の次は2014年1月のため、主愛は2013年2月までには誕生していたことになる。ロッドマンは正恩を「良き父親（good dad）」と褒めた。また、主愛には、2010年に生まれた兄と2017年に生まれた弟もしくは妹がいると思われる。主愛が公の場に初めて現れたのは2022年11月のことであった。
国営メディアは最初のころは、金正恩の「愛するお子様」と呼んでいたが、すぐのちに「尊敬するお子様」と形容し始めた。「尊敬する」は、金正恩をはじめとする最も位の高い人物にしか用いられない。2023年2月7日には、朝鮮人民軍創建75周年記念宴会に参加し、翌日の朝鮮中央通信(KCNA)は、正恩とのツーショットや金夫妻や幹部に囲まれて中央に座る写真を掲載した。北朝鮮が主愛の存在感を強調していることについて、大韓民国の国家情報院は、「世襲政治を続けるという正恩氏の意志を示すもの」と報告した。加えて、一部の専門家は、主愛が正恩の後継者の一人に選ばれたと分析している。2023年11月27日にはラジオ・フリー・アジアが北朝鮮国内からの情報として、11月下旬の軍事偵察衛星の打ち上げ成功を祝う記念講演会の際に朝鮮労働党組織指導部が主愛を『朝鮮の新星（金主愛）女将軍』と呼称し、神格化が始まったと報じており、韓国統一部は綿密に様子を見守る立場をとったものの、脱北者である韓国の太永浩国会議員は報道が事実ならば後継手続きが終わったことを意味するとの解釈を披露した。2024年3月16日にKCNAが主愛に対し、通常は高位の指導者を示す『偉大嚮導者』という敬称を使用したことも、正恩の有力な後継者と見做されている証左と大韓民国の北朝鮮専門家に受け止められた。
一方、男子の世継ぎが居ることや、時期尚早であることなどを理由に金主愛の後継者説を疑問視する声もある。元大韓民国国家情報院長の朴智元は、金正恩が金主愛を溺愛していることは認めつつも後継者とする説を疑問視し、金主愛を表に出しているのは本命の息子の留学を隠蔽するためであるとの説をたびたび唱えている。